# James Vincett
James Vincett (* 4. Dezember 2002 in Calgary) ist ein kanadischer Volleyballspieler.

## Karriere
Vincett begann seine Karriere an der William Aberhart High School. Von 2020 bis 2024 studierte er an der University of British Columbia und spielte in der Universitätsmannschaft Thunderbirds. Außerdem gehört der Mittelblocker zur kanadischen B-Nationalmannschaft (Next Gen). 2024 wurde Vincett vom deutschen Bundesligisten SWD Powervolleys Düren verpflichtet. Im DVV-Pokal 2024/25 unterlagen die Dürener mit 2:3 im Finale gegen die Berlin Recycling Volleys. Anschließend mussten sie sich in den Bundesliga-Playoffs wie im Vorjahr im Viertelfinale gegen den VfB Friedrichshafen geschlagen geben. Vincett selbst verpasste jedoch die ganze Saison verletzungsbedingt. Nach der Saison verließ er den Verein mit unbekanntem Ziel.